# 中华四极虫
中华四极虫（学名：Chloromyxum sinensis）为四极科四极虫属的动物。在中国，分布于湖北等，营寄生生活，寄生在青梢红鲌的胆囊。其种加词“sinensis”意为“中华的”。